# Foadia maculata
Foadia maculata är en skalbaggsart som beskrevs av James Pakaluk 1985. Foadia maculata ingår i släktet Foadia och familjen punktbaggar. Inga underarter finns listade i Catalogue of Life.